# Microscapha yamato
Microscapha yamato là một loài bọ cánh cứng trong họ Melandryidae. Loài này được Ishikawa & Sakai miêu tả khoa học năm 2004.